# Elaphidion frisevestitum
Elaphidion frisevestitum là một loài bọ cánh cứng trong họ Cerambycidae.